# 싼야 펑황 국제공항
싼야 펑황 국제공항(중국어: 三亚凤凰国际机场, IATA: SYX, ICAO: ZJSY)은 중화인민공화국 하이난성 싼야 시에 위치한 국제공항으로 1994년 8월에 개항을 하였고, 2007년 5월 7일 국제선 터미널이 완성되어 문을 열었다.

## 연혁
- 1987년 말에 국무원과 중앙군사위는 정식으로 회답을 하여 삼아봉황 민용 비행장 건립에 동의하였다.
- 1990년 5월 착공해 총 14억7000만 위안[1]을 투자했다.
- 1994년 6월 싼야 펑황공항이 건설되어 같은 해 7월 1일 정식 취항했다.공항 설계 연간 여객 수는 150만 명이다.
- 2002년 5월 28일 하이난성 국자위는 펑황공항을 해항그룹 운영관리에 위탁했다.
- 2007년 처음으로 500만 명을 돌파했다.
- 2006년 1월 9일 국제여객터미널 착공.
- 2006년 7월 여객터미널 내에 고시가 있다. 건설 공사.
- 2010년 2기 확장이 모두 완공되어, 공사에 거의 10억이 투자되었으며, 설계 연간 여객 유동량은 600만 명이다. 다음으로, 국내 터미널, 국제 터미널, 공항 호텔, 입석 및 일련의 배선을 신설 및 확장하였다. 스위트 시설, 터미널 면적이 거의 3만 m2 새로 추가되었다.
- 2011년 처음으로 1000만 명을 돌파했고, 2011년 3기 확장 가동으로 총 30억 가까운 총 15개 프로젝트를 투자하여 신규 터미널 건설에 중점을 두었다. 소방센터 이전, 계류장 확장과 비행 구역 도로 교통 배치, 생산 부대 시설 업그레이드 신규 화물터미널과 귀빈터미널 건설 등. 3기 I단계 개보수가 완료되면 터미널 면적은 8만5000m2, 계류장은 6으로 늘어난다. 3차 증축사업 모두 완료하면 터미널 10만 m2, 계류장 78개연간 2500만 명이 이용할 수 있다.
- 2012년 9월 8일, 싼야 펑황 국제공항터미널 무료 무선인터넷(wifi) 프로젝트가 공식화되면서 투입되고 설계 용량은 3,000명의 동시 온라인을 지원한다.
- 2014년 1월 8일 해남도 신항로 조정 방안은 최종 승인되어 오랫동안 드나들던 세 가지를 바꾸면서, 아시아 민항기는 하이난 섬을 종주하는 항로의 현황에 불과해 항공편의 정상률을 높인다.
- 2014년 6월 26일 싼야 봉황 공항은 스카이트랙스 4성공항에 선정됐다.
- 2018년 9월 20일, 싼야 봉황국제공항은 국제 터미널을 새로 확장하여 사용하였다.

## 운항 노선

### 국제선
| 항공사          | 목적지                                                                               |
| --------------- | ------------------------------------------------------------------------------------ |
| 중국남방항공    | 방콕(수완나품), 델리                                                                 |
| 하이난 항공     | 전세 계절편 : 마카오, 시엠레아프, 우타파오, 프놈펜                                   |
| 대한항공        | 전세편 : 서울(인천)                                                                  |
| 제주항공        | 서울(인천), 무안                                                                     |
| 티웨이항공      | 서울(인천)                                                                           |
| 에어부산        | 부산(김해)                                                                           |
| 홍콩 항공       | 홍콩                                                                                 |
| 중화항공        | 타이페이(도원)                                                                       |
| JC 국제항공     | 프놈펜                                                                               |
| 타이 에어아시아 | 방콕(돈므앙), 치앙마이                                                               |
| S7 항공         | 이르쿠츠크, 노보시비르스크, 블라디보스토크                                           |
| 포베다 항공     | 모스크바(브누코보)                                                                   |
| 노드스타 항공   | 치타, 케메로보, 노보시비르스크, 울란우데                                             |
| 노드윈드 항공   | 전세 계절편 : 케메로보, 하바롭스크, 크라스노야르스크, 노보시비르스크, 블라디보스토크 |
| 로시야 항공     | 계절편 : 상트페테르부르크                                                            |

### 국내선
| 항공사             | 목적지 |
| ------------------ | --- |
| 중국국제항공       | 베이징(수도), 청두, 톈진 |
| 중국남방항공       | 청두, 계림, 쿤밍, 난징, 상하이(푸둥), 우한, 시안, 주하이                                                                                               |
| 중국동방항공       | 베이징(수도), 창춘, 충칭, 광저우, 항저우, 하얼빈, 상하이(푸둥), 선양, 선전, 타이위안, 우루무치, 우한, 시안, 잔장, 정주                                 |
| 럭키 에어          | 쿤밍 |
| 베이징 캐피탈 항공 | 바우터우, 창사, 청두, 충칭, 다롄, 푸저우, 광저우, 구이, 항저우, 하얼빈, 지난, 란저우, 난창, 난징, 난닝, 오르도스, 스좌장, 톈진, 우한, 서안, 서주, 정주 |
| 산둥 항공          | 지난, 샤먼, 칭다오 |
| 상하이 항공        | 상하이(푸둥) |
| 샤먼 항공          | 푸저우, 항저우, 샤먼 |
| 선전 항공          | 난닝, 선전, 선양, 원저우, 우시, 시안 |
| 스프링 항공        | 항저우, 상하이(훙차오, 푸둥) |
| 쓰촨 항공          | 창춘, 창저우, 청두, 충칭, 구이린, 구이양, 하얼빈, 지난, 란저우, 몐양, 난창, 닝보, 타이위안, 우루무치, 원저우, 시안, 시닝, 이빈, 인촨, 주하이           |
| 오케이 항공        | 톈진, 항저우, 창사 |
| 서부항공           | 충칭 |
| 준야오 항공        | 상하이(훙차오, 푸둥) |
| 청두 항공          | 창사, 청두, 항저우, 난징 |
| 충칭 항공          | 충칭 |
| 톈진 항공          | 톈진, 우한, 시안, 쭌이 |
| 하이난 항공        | 베이징(수도), 창사, 충칭, 광저우, 구이양, 하얼빈, 허페이, 란저우, 오르도스, 선전, 타이위안, 우한, 양저우, 잔장, 정주                                   |
| 허베이 항공        | 항저우, 스좌장 |

## 연계 교통
오는 2014년 하반기에 개통될 예정으로 하이난 서부 고속철도가 건설 중에 있으며 산야 펑황 국제공항의 경우 북부에 위치하고 있다. 당시 계획에 따르면 하이난 동부 고속철도 동쪽 10km 떨어진 곳인 싼야 역과 연계될 예정으로 하이난의 동부 해안을 따라 건설 중에 있다. 또한 싼야 펑황 국제공항에서 하이난 서부 고속철도의 나머지 구간이 오는 2015년에 개통될 예정으로 싼야 역에서 서쪽 해안으로 연계될 예정이다.

## 같이 보기
- 중화인민공화국의 공항 목록